# Benjamin Lemaire
Benjamin Charles (Sedan, 15 luglio 1985) è un produttore cinematografico, sceneggiatore, regista e scrittore francese.

## Biografia
Nato in una famiglia di musicisti (suo padre è trombettista, suo nonno era il capo di una banda di ottoni creata dal proprio padre, ecc), Benjamin Charles' è nato a Sedan. Ha lasciato le Ardenne per vivere a Montluçon per due anni prima di tornare a Sedan per la scuola media. Ginnasta durante tutta la sua infanzia, scrisse le sue prime poesie alle scuole medie, pubblicate sui giornali locali. Charles era in classe con Élise Bussaglia. Ha lasciato casa a 17 anni per studiare comunicazione e cinema a Troyes prima di laurearsi all'[Università di Parigi Descartes].

### Cultura
Charles ha iniziato la sua carriera nel 2006 come talent agent prima di lavorare come child coach su vari set cinematografici. È stato il primo agente di Léo Legrand, Pierre Perrier, Gil Alma, Djena Tsimba...... È stato anche assistente personale del produttore francese Jean-François Catton per la sua produzione No7 di spot pubblicitari diretti da Darren Arronosky o Michel Gondry.
Ha diretto il suo primo film, Clair Obscur' nel 2005 come progetto studentesco e ha ottenuto i suoi primi premi e ha creato la società di produzione Act'ivia per produrre i suoi film. Dopo alcuni film ha iniziato a dirigere spot pubblicitari e musicvideo. Ha anche diretto più di 300 sessioni fuori stage su siti web, tra cui Justin Bieber, Texas, Lady Gaga, Bruno Mars, Asaf Avidan o The Script. Nel 2013 ha diretto il suo primo film per il cinema prodotto da Pathé.
Ha girato più di 3000 concerti e festival dal 2005. Le sue collaborazioni includono artisti come Justin Bieber, Bruno Mars, Texas, The Script, Florence and the Machine e festival Dour Festival, Paléo Festival, Cabaret Vert.
Nel 2015, ha fondato Neverland Editions' per ripubblicare tutte le opere J.M. Barrie.
Nel 2017, ha diretto Different' su un adolescente transgender selezionato e premiato a molti festival. I diritti sono stati venduti a Amazon. Video per USA, Regno Unito e Germania e Viddsee ma per il resto del mondo. Il film è distribuito da Aug&Ohr. Il film è stato mostrato a Brussels Film Festival, International Film Festival of India e molti altri..
Dal 2018, è in residenza artistica a Saint-Étienne.

### Gambetti
Uno dei primi blogger francesi, ha iniziato a scrivere online nel 2003 sul suo blog Quo Vadis? prima di unirsi al blog satirico Megaconnard con un'opinione settimanale. Alcuni dei suoi articoli sono stati commentati nei maggiori media. Militante durante Matrimonio tra persone dello stesso sesso in Francia, i suoi articoli sugli oppositori Christine Boutin e Frigide Barjot gli valgono le azioni legali. Boutin è stato rifiutato per la libertà di parola, e Barjot finalmente rinunciare a perseguire il suo ex-fidanzato che coming out suo marito. Nel 2013, Gilles Bourdouleix si è lamentato contro Charles dopo il suo articolo "Heil Gilles", dove ha rivelato che il deputato francese ha detto di romani people. "non ha fatto abbastanza". Lo stesso anno ha rivelato un'immagine della star televisiva francese Yann Barthes che fa un gesto di sostegno a Dieudonné M'bala M'bala M'bala chiamato quenelle mentre denunciava il suo antisemitismo ogni sera su Canal+. Conosciuto soprattutto come blogger musicale, è stato uno dei primi a parlare di artisti come Justin Bieber, Lana Del Rey, Shaka Ponk o Orelsan. Dopo aver contribuito a varie piattaforme nel sito web creato nel 2009 Soul Kitchen prima di venderlo per creare Le Transistor con l'attivista francese Agnès Bayou di Jeudi Noir.
Relativo ad alcuni media dove è spesso citato, ha lavorato come fotografo stampa per France Télévisions, Télérama, Le Matin L'Express, Les Échos, Libération o Rock&Folk, ed era editorialista o Radio Néo e Virgin Radio.. È anche un fotografo di matrimonio premium.
Dal 2022, Charles scrive di finanza e immobili, in particolare attraverso la newsletter Zero Bullshit, che è stata ripresa più volte dai media.

### Consulenza
Dopo aver consigliato marchi come Nokia, Danone, Renault, Heineken o Les cinémas Gaumont Pathé consiglia dal 2016, star del cinema come JoeyStarr, Sophie Marceau, Emmanuelle Béart o Juliette Binoche sulle loro comunicazioni. Il suo lavoro con Sophie Marceau è stato spesso commentato dai media. È stato spesso invitato sui media per parlare di comunicazioni di celebrità. È anche un agente giovanile. Nel gennaio 2018, è stato consulente di comunicazione per due vittime durante il JeremstarGate che ha coinvolto Jeremstar.

### Scritto
Scrivendo fin da bambino, Benjamin Charles ha pubblicato le sue prime poesie sui giornali locali L'Union. Appassionato di Arthur Rimbaud, la sua poesia è impegnata, potente e simbolica. Ha pubblicato la sua poesia infantile nel suo primo libro di poesie, "Enfance poétique" nel 2012. Influenzato da un gruppo surrealista come André Breton, si è unito a Oulipo nel 2014 lavorando su arte generativa.

## Filmografia

### Cinema
- 2018 – Requiem (Come Benjamin Lemaire)
- 2013 – Lilly Wood and The Prick au Trianon (Come Benjamin Lemaire)

### Video musicale
- 2015 – Wigwam Squaw: Eye
- 2014 – Ben Mazué: Vivant
- 2014 – Wigwam Squaw: Sam's revolver
- 2013 – Wigwam Squaw: Armchair
- 2012 – Wigwam Squaw: Set You on Fire
- 2011 – Revoler (promo version)
- 2011 – Mademoiselle K - A l'infini (promo version)
- 2011 – Wigwam Squaw: NFM
- 2011 – Wigwam Squaw: Intro
- 2011 – Les Rois de la Suède: Ta liberté de voler
- 2010 – Lilly Wood and the Prick:This is a love song (alternative clip)
- 2010 – Lilly Wood and the Prick: Down the drain (Deezer edition)
- 2010 – Yules: Absolute Believer
- 2006 – Salut à toi

### Concerti live
- 2018 – Les Joz
- 2015 – The Popopopos - Live at Le Nouveau Casino
- 2014 – Wigwam Squaw
- 2013 – Stuck in The Sound: live à l'EMB Sannois
- 2011 – Cheers: Live à La Clef
- 2010 – AaRon au Casino de Paris
- 2010 – We Have Bands au Nouveau Casino
- 2010 – Rococo à La Maroquinerie
- 2010 – Corinne Bailey Rae au Divan du Monde
- 2010 – Grand Corps Malade
- 2010 – Coming Soon au Café de la Danse
- 2009 – Sacha Page au Gibus

### Brevi filmati
- 2018 – Different
- 2017 – A nightmare
- 2017 – La mélodie du silence (writer)
- 2015 – A Woman
- 2011 – Attention
- 2006 – Rapt
- 2005 – Clair Obscur
- 2004 – Esprit es-tu là?
- 2003 – Sous le lit
- 2003 – Paroles de Nuit

### Webseries
- 2017 – 30 seconds in Paris
- 2016 – Trendy5
- 2012 – Saint Zak
- 2011 – The Gimmick Sessions
  - Episodi: Boulangères, Damien Bousquet, Clara Plume, 27H en Juillet, MAI, Superbravo, Thos Henley, Miss Hill
- 2011 – The We Pop Sessions
  - Episodi: Amber&The Dude, Gayel, Marine Maiwa, Ramon Mirabet, Sacha Page, Puggy, Bertrand Belin, Michael Clément, Lilly Wood and the Prick, Candy Clash, Blue Majorettes, Adanowsky, La Fiancée, I love my neighbors
- 2010-2016 – The Transistor Sessions (musical webserie)
  - Stagione 1: Lili Ster, We Have Band, Puggy, Lilly Wood and the Prick, Brune, Sharleen Spiteri, Ornette, Cheval Blanc, Chew Lips, Ronan Siri, Robert Francis, Bertrand Belin, 1973, Example, Les Shades
  - Stagione 2: The Puppini Sisters, Teenagers in Tokyo, Caroline Loeb, Adam Kesher, Benoit Doremus, La Maison Tellier, Yules, Idol, Kaolin, Amélie et les crayons, Onlookers
  - InterStagione: Merwan Rim, Gilles Luka, Jay Sebag, Tom Frager, Quentin Mosimann
  - Stagione 3: The Script, Sacha Page, Tamara Taboutchek, Hillbilly Moon Explosion, Cheval Blanc, Steve Hewitt, Sara Schiralli, Rococo, Carl, Boogers, Camélia Jordana, Tété, Les Rois de la Suède, baden baden, Ornette, Da Brasiilians
  - Stagione 4: K's Choice, Plain White T's, Pepper Island, Mièle, Carosel, Vincent Baguian, Mademoiselle K, Cyril Mokaiesh, The Wallpappers, Yves Jamais, Les Têtes Raides, Selah Sue, Rova, Nneka, Jimmy Hunt, Skip the Use, Cheers, Julie Hanse, Memphis Belle
  - Stagione 5: Boulevard des Airs, Wladimir Anselme, Birdy Hunt, Fallulah, Flow, FM Laeti, Housse de Racket, Yves Jamait, John Grape, Liza Manili, GiedRé, Mathis Haug, Cleo T, Greenshape, Meltones, Karkwa, Lost Bayou Ramblers, Alan Corbel
  - Stagione 6: Tom Fire, Cheers, Oh Land, Dry The River, James Delleck, Mai, Zoufris Maracas, Ben Howard, Rococo, Fallulah, Revoler, Bumpkin Island, Random Recipe, We were evergreen, Soap&Skin, Hold up, Rover, Elias & Amar, L, Vincha
  - Stagione 7: Garciaphone, Soan, Olly Murs, Mai Lan, Salomé Leclerc, Lilly Wood and the Prick, Laurent Lamarca, Phyltre, Maissiat, Bastian Baker, Conor Maynard, Dani
- 2010-2011 – P20ris (musical webserie)
  - Stagione 1: Folks, Minor Sailor, MAI, Anger, Freckles, Fleets, Candy Clash, Ben Mazué, Alex Toucourt, Carp, MXAM, Cheers, Quentin Michel, Charles Pasi, Twin Twin, Kitsch Device, Clint is Gone, Edward Barrow
  - Stagione 2: Ben Mazué, Lyre le Temps, The Wombats, Nadéah, Lisa Portelli, Le Prince Miiaou, Cascadeur, Asaf Avidan, Rococo, Nameless, Shaka Ponk, Blousey Brown & The Suicide Panda Squad, Antoine Leonpaul, Caro Emerald, Mademoiselle K, Misteur Valaire, Tété, Owlle, Namasté, Ycare, Ben Mazué, Selah Sue, Wigwam Squaw, Kid Bombardos, Loane, Lilly Wood and the Prick
- 2010 – The SK*wat Sessions (musical webserie)
  - Episodi: The Rodeo, Michael Wookey, The Puppini Sisters, Clara Plume, Andrea Perdue, Alan Corbel, Axel and the Farmers, Exonvaldes, Clint is Gone, Ronan Siri, The Parisians
- 2009-2010 – The SK* Sessions (musical webserie)
  - Stagione 1: Kid Bombardos, PacoVolume, The Dodoz, Pony Pony Run Run, Merlot, Justin Bieber, Aufgang, Skip the Use, Budam, Creature, Carly Sings, Montgomery
  - Stagione 2: Salif Keïta, Florence and the Machine, Coming Soon, Gush, AqME, V V Brown, Band of Skulls, Grand Corps Malade, The Elderberries, Absynthe Minded, Ben Mazué, Pierre Souchon, Candy Clash
  - Stagione 3: Hindi Zahra, Clarence Buccaro, La Grande Sophie, Soma, Skip the Use, The Asteroids Galaxy Tour, Jeremy Warmsley, Amy Macdonald, Hocus Pocus, Justin Bieber, France de Griessen, La Maison Tellier, Boogers, Micky Green, Ben Mazué, Hey Hey My My
  - Stagione 4: PacoVolume, Brune, Lilly Wood & The Prick, ChewLips, Sly Johnson, Okou, Élodie Frégé, Sharleen Spiteri, Caro Emerald, Twin Twin, Imany, Selah Sue, Hyphen Hyphen

### Spot
- 2014 – Redbull
- 2013 – Orange
- 2013 – Playtex, starring Mathilda May
- 2004 – Dust Buster
- 2004 – TDS 2004

### Istituzionale
- 2015 – Les cinémas Gaumont Pathé
- 2009 – Doctissimo
- 2006 – Les Deux Choses

### Allenatore
- 2008 – Ça va bientôt faire 15 ans..., by Coline Pagoda starring Tilly Mandelbrot
- 2007 – Un autre jour de Maxence Hayek (vocal coach)
- 2006 – Les Yeux Bandés, by Thomas Lilti starring Léo Legrand
- 2006 – Jacquou Le Croquant, by Laurent Boutonnat starring Léo Legrand
- 2006 – Salut à toi (vocal coach)
- 2005 – Online et + si..., by Mizapart
- 2005 – Effrayant, by Alexandre Richard
- 2005 – Voyage à travers l'énergie (vocal coach)
- 2004 – Esprit es-tu là?, by Sonia Fernandes
- 2004 – Problématique, by Sonia Fernandes

## Libri
- 2018 - Cahier A: illusions submergées, ISBN 9781986038584 (co-written by Julien Dujardin)
- 2017 - connivences, ISBN 978-1981614585 (co-written by Julien Dujardin)
- 2017 - Renaissances, ISBN 9781981617838 (Come Benjamin Lemaire)
- 2017 - Randomness[44], ISBN 9781979691833 (written with an algorithm, passed Turing Test)
- 2016 - Divagations surréalistes, ISBN 9781539164838 (Come Benjamin Lemaire)
- 2016 - Recyclage: Textes ratés et oubliés, ISBN 9781537737447 (Come Benjamin Lemaire)
- 2015 - Effluves, ISBN 9781537772172 (Come Benjamin Lemaire)
- 2014 - Aléas: Une œuvre intégralement écrite par un ordinateur, ISBN 9781537771922 (written with an algorithm)
- 2013 - Etudes du Néant, ISBN 9781981617838 (Come Benjamin Lemaire)